# Joris Vercammen
abp dr Joris August Odilius Ludovicus Vercammen (ur. 14 października 1952 w Lier) – arcybiskup Utrechtu, zwierzchnik Kościoła Starokatolickiego w Holandii. Przewodniczący Międzynarodowej Konferencji Biskupów Starokatolickich. Wykładowca teologii praktycznej w Wyższym Seminarium Duchownym Kościoła Starokatolickiego w Utrechcie. Arcybiskup Utrechtu jest symbolicznym zwierzchnikiem duchowym starokatolicyzmu, choć każdy z Kościołów krajowych posiada pełną niezależność jurysdykcyjną i organizacyjną.
Joris Vercammen z pochodzenia jest belgijskim Flamandem. W 1979 roku przyjął święcenia prezbiteratu w Kościele rzymskokatolickim i przez prawie dekadę pracował w diecezji antwerpskiej jako duszpasterz młodzieży. W 1988 roku przeszedł do Kościoła Starokatolickiego w Holandii. Od 1989 roku pracował jako proboszcz w parafii św. Marii Magdaleny w Eindhoven, a od 1996 roku jest także wykładowcą w Seminarium Kościoła w Utrechcie.
11 marca 2000 roku został wybrany arcybiskupem Utrechtu, sakrę biskupią otrzymał 1 lipca 2000 roku z rąk biskupa Lamberta Wirix-Speetjensa, do współkonsekracji wybrano biskupów Wiktora Wysoczańskiego z Kościoła Polskokatolickiego i Joachima Vobbego z Kościoła Starokatolickiego w Niemczech. Od czasu swoich święceń biskupich działa na rzecz zbliżenia ekumenicznego wspólnoty starokatolickiej z innymi wyznaniami, w tym z Kościołem rzymskokatolickim i anglikańskim. W 2006 roku został wybrany do Komitetu Centralnego Światowej Rady Kościołów. Kilkukrotnie odwiedzał Polskę, szczególnie w okresie prowadzenia dialogu pomiędzy Unią Utrechcką, a Kościołem Starokatolickim Mariawitów.
Joris Vercammen jest żonaty z Hilde Witters, para ma troje dzieci, dwóch synów i córkę.
29 września 2019 roku zapowiedział ustąpienie z urzędu arcybiskupa Utrechtu z dniem 11 stycznia 2020.

## Źródła
- A. Jemielita, Abp Joris Vercammen w Polsce, ekumenizm.pl (dostęp: 24.06.2016)
- List Arcybiskupa Utrechtu - Jorisa Vercammena na setną rocznicę konsekracji Biskupów w Łowiczu, mariawita.pl (dostęp: 24.06.2016)
- Uroczystość Wniebowzięcia Najświętszej Maryi Panny 101. rocznica poświęcenia Świątyni Miłosierdzia i Miłości, mariawita.pl (dostęp: 24.06.2016)
- Joris A.O.L. Vercammen, aartsbisschop (dostęp: 24.06.2016). okkn.nl. [zarchiwizowane z tego adresu (2014-08-09)]. (niderl.)